# Château-du-Loir

Château-du-Loir este o comună în departamentul Sarthe, Franța. În 2009 avea o populație de 4,693 de locuitori.